# Associação Internacional de Museus das Mulheres

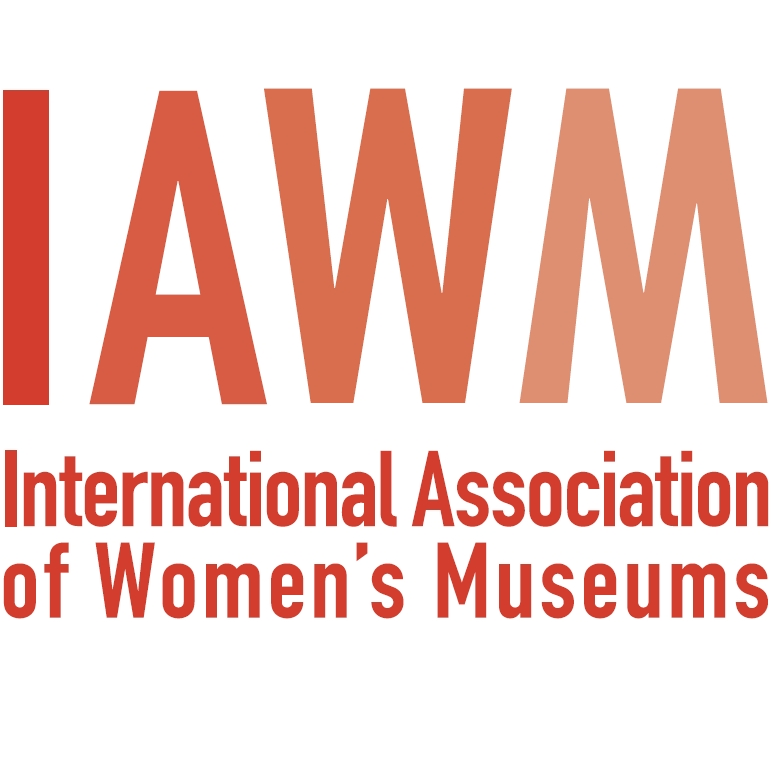
International Association of Women's Museums

A International Association of Women's Museums (IAWM) é uma associação de museus e de outras instituições dedicada a temáticas relacionadas com mulheres ou género, com sede de fundação em Bona, na Alemanha, e sede administrativa em Merano, na Itália. A rede foi fundada em 2008, em Merano e transformada, em 2012, em associação em Alice Springs, na Austrália. Tem por objectivo ligar os museus das  mulheres de todo o mundo e defender os seus interesses.
A IAWM é liderada por um conselho de administração, constituído por seis elementos, de vários continentes. A presidente actual é a norueguesa Mona Holm e a coordenadora da rede é a italiana Astrid Schönweger.

## Objectivos
São objectivos da IAWM promover a cultura, a arte, a educação e a formação numa perspectiva de género. A associação procura também a promoção de intercâmbios de redes de apoio mútuo e de cooperação global entre os museus das mulheres, a realização de pesquisas e desenvolvimento de projectos, exposições, novas iniciativas, actividades comunitárias, seminários e conferências. A IAWM também trabalha para promover e fortalecer a aceitação dos museus das mulheres, para promover a cooperação e o apoio mútuo, e para alcançar reconhecimento internacional no mundo dos museus. A associação de museus de mulheres e de género apoia os direitos das mulheres e uma sociedade democrática relativamente ao género.
A associação funciona como rede e ponto de contacto central ligando e os vários museus das mulheres e suas iniciativas.

## Actividades
A associação fornece uma base de dados dos museus das mulheres em todo o mundo e divulga actividades e exposições desses museus. A IAWM organiza congressos internacionais regularmente, mantém contacto com outras redes de colaboração e coopera em projectos colectivos, tais como o projecto UE-Ela Cultura. A IAWM Promove o intercâmbio e a cooperação entre redes e museus das mulheres ou de género.

## História dos museus das mulheres
Embora hoje existam museus das mulheres em todos os continentes as suas origens são independentes. Os museus das mulheres da Europa e dos Estados-Unidos surgiram no período da segunda onda do feminismo e do novo entendimento da História como história de género. Os museus de outros continentes têm as suas raízes no feminismo moderno e pretendem fornecer uma visão feminina da história, da cultura ou da arte a um público interessado.
O primeiro museu feminino terá sido o Museu das Mulheres de Bona, fundado naquela cidade em 1981, por Marianne Pitzen, actual directora do museu, juntamente com um grupo de mulheres interdisciplinares. Na época, nenhuma instituição com um nome ou objetivo comparável existia em todo o mundo. Hoje, o Museu das Mulheres de Bona é sede da IWMA, tendo já realizado mais de 700 exposições ao longo da sua história, tornando-se uma instituição reconhecida internacionalmente pelos seus extensos programas de acompanhamento. Após a sua fundação, foram realizadas obras de 3000 artistas, muitos dos quais se estabeleceram no mercado internacional de arte.
Os museus das mulheres são importantes para a educação, empoderamento e auto-confiança das mulheres, fornecendo uma maior consciência e outras ferramentas para superar a discriminação.

## História da IAWM
A IAWM surgiu a partir da Rede de museus das mulheres, fundada em Merano, Itália , em 2008. O Museu das Mulheres em Merano e o Museu das Mulheres Henriette-Bathily organizaram o primeiro congresso, onde participaram vinte e cinco museus das mulheres, dos cinco continentes. A iraniana , Shirin Ebadi, Prémio Nobel da Paz de 2003, foi convidada para ser madrinha do congresso, tornando-se depois madrinha permanente da rede. A sua frase "as mulheres são quem escreve a história do mundo! Tem de existir um museu das mulheres em cada país do mundo!" tornou-se o lema da rede.
A associação foi finalmente fundada, em 2012, no 4º Congresso Internacional de museus das mulheres, em Alice Springs, na Austrália.
Desde então, de quatro em quatro anos, realizam-se congressos internacionais, podendo realizar-se congressos continentais nesse intervalo de anos.

## Conferências de Museus das Mulheres da Rede e da IAWM
- Junho de 2008 - 1º Congresso Internacional de Museus das Mulheres, em Merano, Itália
- Julho de 2009 - 2º Congresso Internacional, em Bona, na Alemanha
- Maio de 2010 - 3º Congresso Internacional, em Buenos Aires, Argentina
- Outubro de 2011 - 1º Congresso Europeu, em Berlim, Alemanha
- Maio de 2012 - 4º Congresso Internacional, em Alice Springs, na Austrália
- Outubro de 2013 - 2º Congresso Europeu, em Berlim, Alemanha
- Novembro de 2014 - 3º Congresso Europeu, Bona, na Alemanha
- Novembro de 2016 - 5º Congresso Internacional, Cidade do México, México
- Outubro de 2018 - 4ª Europeu e o 1º Europeu-Asiático Congresso, Istambul, Turquia
- 2020 - 6º Congresso Internacional, Hittisau, Áustria

## Museus das Mulheres

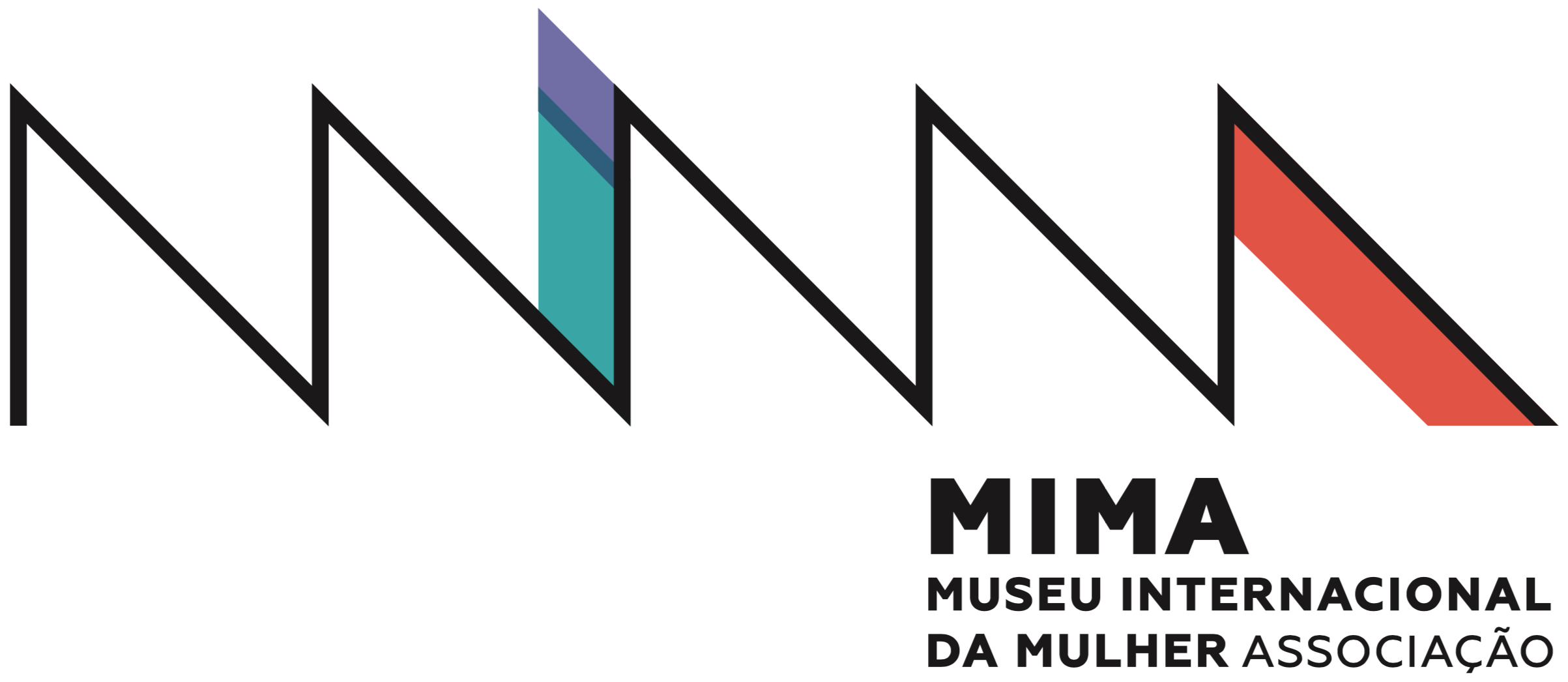
Logo do MIMA - Museu da/s Mulher/es, Associação

- MIMA - Museu da/s Mulher/es, Associação, centrado nas mulheres da lusofonia, fundado a 8 de Março de 2016[6]
- Museu das mulheres de Hittisau, Áustria
- Museu das mulheres de Aarhus, Dinamarca
- Museu das mulheres de Bona, Alemanha
- Museu das mulheres de Merano, Itália
- Museu das mulheres de Gorée, Senegal
- Museu das mulheres de Istambul, Turquia
- Museu das mulheres de Dallas, EUA
- Museu das mulheres de Fort Lee, EUA
- Museu das mulheres de San Francisco, EUA
- Museu das mulheres de Washington, EUA
- Museu das mulheres de Hanói, Vietname
- Museu de Género de Kharkiv, Ucrânia